# Вісбю (аеропорт)
Аеропорт Вісбю (швед. Visby flygplats (IATA: VBY, ICAO: ESSV)) — аеропорт, знаходиться за 3,5 км на північ від міста Вісбю, Готланд, Швеція.
Аеропорт Вісбю на острові Готланд використовується виключно у комерційних цілях і є 12-м за пасажирообігом аеропортом Швеції. В 2011 р пасажирообіг склав 340 393 чол. Пасажиропотік сильно змінюється по сезонах року. Основний обсяг перевезень припадає на літо. В 2010 р обсяг пасажирських перевезень у січні склав 17 606 чол., а у липні 51 193 чол. Острів Готланд — дуже популярне в Швеції місце відпочинку.

## Авіалінії та напрямки, квітень 2022

### Пасажирські
| Авіакомпанія                    | Пункт призначення                   |
| ------------------------------- | ----------------------------------- |
| BRA Braathens Regional Airlines | Гетеборг, Мальме, Стокгольм-Бромма  |
| Finnair                         | Сезонний: Гельсінкі                 |
| Lübeck Air                      | Сезонно: Любек (з 2 серпня 2022)    |
| Norwegian Air Shuttle           | Сезонний: Стокгольм-Арланда         |
| Ryanair                         | Стокгольм-Арланда                   |
| Scandinavian Airlines           | Стокгольм-Арланда                   |
| Sunclass Airlines               | Сезонний чартер: Пальма-де-Мальорка |

### Вантажні
| Авіакомпанія | Пункт призначення |
| ------------ | ----------------- |
| Amapola Flyg | Стокгольм-Арланда |

## Статистика
| Рік  | Пасажирообіг | Зміна   | Місцевий | Зміна   | Міжнародний | Зміна    |
| ---- | ------------ | ------- | -------- | ------- | ----------- | -------- |
| 2019 | 446,864      | ▼04.5 % | 433,408  | ▼04.6 % | 13,456      | ▲00.4 %  |
| 2018 | 467,855      | ▼04.8 % | 454,483  | ▼04.2 % | 13,402      | ▼017.2 % |
| 2017 | 491,503      | ▲06.0 % | 474,684  | ▲05.7 % | 16,189      | ▲09.1 %  |
| 2016 | 463,616      | ▲07.5 % | 448,784  | ▲08.0 % | 14,832      | ▼08.3 %  |
| 2015 | 431,430      | ▲06.0 % | 415,251  | ▲06.5 % | 16,179      | ▼06.0 %  |
| 2014 | 406 998      |         | 389,793  |         | 17,205      |          |